# Грася Олійко
Гра́ся Олі́йко (нар. 21 липня 1988, Київ) — українська художниця, ілюстраторка та дитяча письменниця. Авторка книг для дітей, володарка премії Дитяча книга року BBC-2024 за збірку казок «І ніякі це не вигадки».

## Біографія
Народилася у 1988 році у Києві. За першою освітою юристка, закінчила Київський національний лінгвістичний університет. Після кількох років роботи в туристичній фірмі вирішила сфокусуватися на ілюструванні. Здобула другу освіту на кафедрі графіки Видавничо-поліграфічного інституту КПІ.
Створює ілюстрації для українських та іноземних видавництв, зокрема співпрацює з Видавництвом Старого Лева та видавництвом А-ба-ба-га-ла-ма-га в Україні та низкою британських видавництв. У 2022 році на замовлення американського видавництва Quill Tree Books проілюструвала біографію президента України Володимира Зеленського для дітей.
Також випустила кілька власних книжок-картинок. Одна з них, «Сукня для Марусі», увійшла в короткий список премії Книга року BBC-2022.
Згодом також почала писати казки для дітей — її письменницьким дебютом стала збірка казок «І ніякі це не вигадки», за яку вона отримала премію Дитяча книга року BBC-2024.
Однією з тем роботи Грасі Олійко є догляд за безпритульними тваринами; вона співпрацювала з рухом UAnimals для його рекламної кампанії.
Має доньку.

## Твори
Книги авторства Грасі Олійко як письменниці:
- «Історія, яку розповіла Жука» (2019, Видавництво Старого Лева)
- «Сукня для Марусі» (2022, А-ба-ба-га-ла-ма-га)
- «Різдвяна шапка Янголинки» (2023, Видавництво Старого Лева)
- «І ніякі це не вигадки» (2024, А-ба-ба-га-ла-ма-га)